# Sergueï Ryjkov
Sergueï Borissovitch Ryjkov (en russe : Сергей Борисович Рыжков), né le 25 octobre 1968 à Voronej, est un militaire de l'Armée de terre russe, commandant de la 41e armée interarmes de la région militaire du Centre depuis août 2020, lieutenant-général depuis 2020.

## Biographie
Ryjkov est diplômé de l'École militaire Souvorov, de l'École supérieure de commandement interarmes de Leningrad (1989), de l'Académie militaire Frounze (1999) et de l'Académie militaire de l'état-major général des Forces armées de la fédération de Russie (2015).
Il sert dans des unités de fusiliers motorisés. De 2001 à 2005, il est commandant de régiment. De 2005 à 2006, commandant adjoint, chef d'état-major de la 3e division de fusiliers motorisés. De 2006 à 2008 il est chef adjoint du Centre de formation régional. De 2008 à 2009, il commande la 127e division de fusiliers motorisés. De 2009 à 2010, il est chef d'état-major de l'unité 392 du Centre d'instruction du district militaire est. De 2011 à 2013, il commande la 39e brigade de fusiliers motorisés du district militaire est. De 2015 à 2017, il sert en tant que commandant adjoint de la 29e armée interarmes, à Tchita. De 2017 à 2019, Ryjkov est le commandant adjoint de la 58e armée interarmes du district militaire sud.
Par décret du président de la fédération de Russie en février 2019, il est nommé commandant de la 58e armée interarmes. En avril 2019, une cérémonie solennelle de remise de l'étendard du commandant de la 58e armée interarmes du district militaire sud a eu lieu à Vladikavkaz. Depuis août 2020, il est commandant de la 41e armée interarmes du district militaire central.
Par le décret no 769 du président de la fédération de Russie du 10 décembre 2020, il reçoit le grade militaire de lieutenant-général.

## Remarques
1. ↑  « Указ Президента РФ №769 от 10 декабря 2020 года — Президент России », prezident.org (consulté le 19 mars 2022)
2. 1 2  (ru) « Российское военное обозрение (№4 апрель 2019) Читать и скачать журналы онлайн », jurnali-online.ru (consulté le 19 mars 2022)
3. ↑  Генерал-майор Сергей Рыжков
4. ↑  (ru) « Кадровые изменения в Вооружённых Силах - Верховный Главнокомандующий своими Указами назначил: Рыжкова С. Б. », Президент России (consulté le 19 mars 2022)
5. ↑  « Новым командующим 41-й общевойсковой армией ЦВО стал генерал-майор Сергей Рыжков », tass.ru,‎ 2 сентября 2020 (consulté le 19 mars 2022)